# 孔讷斯罗伊特
孔讷斯罗伊特，又译作康纳斯罗伊特，是德国巴伐利亚州的一个市镇。总面积23.48平方公里，总人口1886人，其中男性983人，女性903人（2011年12月31日），人口密度80人/平方公里。